# Mariano Baracetti
Mariano Joaquín Baracetti, detto Mono (Buenos Aires, 12 luglio 1974), è un ex giocatore di beach volley argentino.

## Palmarès

### Mondiali
- 1 medaglia:
  - 1 oro (Klagenfurt 2001)